# Baek A-yeon
Baek A-yeon (백아연?, 白娥娟?; Seongnam, 11 marzo 1993) è una cantautrice e polistrumentista sudcoreana.
Ha raggiunto la notorietà nel 2011 in seguito alla partecipazione alla prima edizione del talent show sudcoreano K-pop Star.

## Biografia
Baek A-yeon nasce a Seongnam, in Corea del Sud, l'11 marzo 1993. Durante la scuola elementare si sottopone a delle cure per la comparsa di un linfoma maligno sul viso.

## Discografia

### EP
- 2012 – I'm Baek
- 2013 – A Good Girl
- 2017 – Bittersweet

### Singoli
- 2012 – "Sad Song"
- 2013 – "A Good Boy"
- 2015 – "Shouldn't Have" (con Young K dei DAY6)
- 2016 – "So-so"
- 2016 – "Just Because" (con JB dei GOT7)

## Teatro
- Cinderella (2015), Cinderella